# Гигантска сладководна скалозъба риба
Tetraodon mbu е вид лъчеперка от семейство Tetraodontidae. Видът не е застрашен от изчезване.

## Разпространение и местообитание
Разпространен е в Демократична република Конго, Танзания и Централноафриканска република.
Обитава крайбрежията на сладководни и полусолени басейни и реки.

## Описание
На дължина достигат до 67 cm.